# Alina Rotaru-Kottmann
Alina Rotaru-Kottmann (* 5. Juni 1993 in Bukarest) ist eine rumänische Leichtathletin, die sich auf den Weitsprung spezialisiert hat. 2023 gewann sie bei den Weltmeisterschaften in Budapest die Bronzemedaille und feierte damit ihren größten sportlichen Erfolg.

## Sportliche Laufbahn
Sie begann im Alter von sieben Jahren mit der Leichtathletik und sammelte bei den Jugendweltmeisterschaften 2009 in Brixen erste internationale Erfahrungen. So belegte sie im Hochsprung mit übersprungenen 1,82 m den vierten Platz und gewann im Weitsprung mit 6,09 m die Silbermedaille. Später spezialisierte sie sich aber auf den Weitsprung. Auch beim anschließend in Tampere stattfindenden Europäischen Olympischen Jugendfestival (EYOF) in Tampere gewann sie mit einer Weite von 6,24 m die Silbermedaille und wurde im Hochsprung mit 1,79 m Fünfte. Im Jahr darauf schied sie bei den Juniorenweltmeisterschaften in Moncton mit 5,27 m in der Weitsprungqualifikation aus und startete anschließend bei den erstmals ausgetragenen Olympischen Jugendspielen in Singapur, bei denen sie mit einem Satz auf 6,38 m die Silbermedaille gewann. Auch bei den Junioreneuropameisterschaften 2011 in Tallinn gewann sie mit 6,36 m die Silbermedaille im Weitsprung und im Jahr darauf schied sie bei den Europameisterschaften in Helsinki mit 6,19 m in der Qualifikation aus und klassierte sich daraufhin bei den Juniorenweltmeisterschaften in Barcelona mit 6,52 m auf dem fünften Platz.
2013 gewann sie bei den Balkan-Hallenmeisterschaften in Istanbul mit einer Weite von 6,29 m die Bronzemedaille und schied anschließend bei den Halleneuropameisterschaften in Göteborg mit 6,39 m in der Vorrunde aus. Während der Freiluftsaison belegte sie bei den U23-Europameisterschaften in Tampere mit 6,47 m den fünften Platz und gewann dann bei den Balkan-Meisterschaften in Stara Sagora mit 6,50 m die Silbermedaille, ehe sie bei den Spielen der Frankophonie in Nizza mit 6,57 m auf Rang vier gelangte. Im Jahr darauf gewann sie bei den Balkan-Hallenmeisterschaften in Istanbul mit 6,45 m die Silbermedaille und bei den Freiluftmeisterschaften in Pitești siegte sie mit einem Sprung auf 6,72 m. Daraufhin belegte sie bei den Europameisterschaften in Zürich mit 6,55 m den siebten Platz. Bei den Leichtathletik-Halleneuropameisterschaften 2015 in Prag wurde Alina Rotaru-Kottmann mit der persönlichen Bestweite von 6,74 m Vierte. Dabei musste sie sich nur knapp ihrer Landsfrau Florentina Marincu geschlagen geben, die mit 6,79 m einen neuen europäischen Juniorinnenrekord aufstellte. Anschließend gewann sie bei den U23-Europameisterschaften in Tallinn mit 6,69 m die Bronzemedaille hinter der Deutschen Malaika Mihambo und Jazmin Sawyers aus dem Vereinigten Königreich. Anschließend siegte sie bei den Balkan-Meisterschaften in Pitești mit 6,75 m und schied dann bei den Weltmeisterschaften in Peking mit einer Weite von 6,58 m in der Qualifikation aus. Anfang Oktober gewann sie dann bei den Militärweltspielen im südkoreanischen Mungyeong mit 6,33 m die Bronzemedaille hinter der Russin Jekaterina Konewa und Wolha Sudarawa aus Weißrussland. 2016 erreichte sie bei den Hallenweltmeisterschaften in Portland mit 6,45 m Rang zehn. Im selben Jahr gab sie ihr Debüt bei den Deutschen Leichtathletik-Meisterschaften 2016 in Kassel und belegte dort den fünften Platz. Ebenfalls im Jahre 2016 nahm sie an den Olympischen Spielen in Rio de Janeiro teil, schied dort aber mit 6,40 m bereits in der Qualifikation aus.
2017 erreichte sie dann bei den Weltmeisterschaften in London das Finale und belegte dort mit 6,46 m den zwölften Platz. Kurz danach gewann sie bei der Universiade in Taipeh mit einem Satz auf 6,65 m die Goldmedaille. Nach der Saison wurde sie vom rumänischen Verband zur besten rumänischen Leichtathletin 2017 gekürt, zusammen mit ihrem Trainer Micky Corucle, welchem die Auszeichnung „Trainer des Jahres 2017 in Rumänien“ überreicht wurde. Im Jahr darauf klassierte sie sich bei den Hallenweltmeisterschaften in Birmingham mit 6,41 m auf dem neunten Platz und im August schied sie bei den Europameisterschaften in Berlin mit 6,55 m in der Qualifikation aus. 2019 wurde sie bei den Halleneuropameisterschaften in Glasgow mit 6,64 m Fünfte und im Oktober gelangte sie bei den Weltmeisterschaften in Doha bis in das Finale und belegte dort mit 6,71 m Rang fünf. 2021 schied sie dann bei den Halleneuropameisterschaften in Toruń mit 6,53 m in der Vorrunde aus und verpasste auch bei den Olympischen Sommerspielen in Tokio mit 6,51 m den Finaleinzug.
2022 siegte sie mit 6,63 m bei der Filothei Women Gala und gelangte anschließend mit 6,26 m auf den elften Platz bei den Europameisterschaften in München. Im Jahr darauf wurde sie bei den Halleneuropameisterschaften in Istanbul mit 6,62 m Fünfte. Im Juni wurde sie bei der 2. Liga der Team-Europameisterschaft im Zuge der Europaspiele in Chorzów mit 6,63 m Zweite und anschließend verbesserte sie ihre Bestleistung auf 6,96 m. Im August gewann sie bei den Weltmeisterschaften in Budapest mit 6,88 m im Finale die Bronzemedaille hinter der Serbin Ivana Vuleta und Tara Davis-Woodhall aus den Vereinigten Staaten. 2024 belegte sie bei den Hallenweltmeisterschaften in Glasgow mit 6,46 m den achten Platz und im Juni wurde sie bei den Europameisterschaften in Rom mit 6,68 m Neunte. Kurz darauf siegte sie mit 6,94 m beim Piräus Street Jumping, ehe sie bei den Olympischen Sommerspielen in Paris mit 6,67 m im Finale den siebten Platz belegte. Im Jahr darauf schied sie bei den Halleneuropameisterschaften in Apeldoorn mit 6,29 m in der Vorrunde aus, ehe sie bei den Hallenweltmeisterschaften in Nanjing mit 6,59 m den fünften Platz belegte.
In den Jahren von 2013 bis 2018 wurde Rotaru-Kottmann rumänische Meisterin im Weitsprung im Freien sowie 2014, 2016 und 2019 sowie 2022 und 2023 auch in der Halle.